# Skarvanes
Skarvanes er en færøsk bygd på vestkysten af øen Sandoy 
Skarvanes danner sammen med bygderne Húsavík og Dalur Húsavíkar kommuna.
Den 1. januar 2025 havde bygden 10 indbyggere.. Postnummeret er FO-236.
Beliggende cirka 7 kilometer fra bygden Sandur, er Skarvanes tilgængelig via en enkeltsporet vej, der snor sig langs kysten. 
I 2000 var der ingen indbyggere tilbage, men senere er folk flyttet tilbage til bygden.
Der er 6 huse og et foramlingshus.  Der er ingen kirke i bygden, og skolen fra 1935 er nu nedlagt. 
En vardesti fører fra Skarvanes til Dalur. En anden vardesti løber paralelt med kystvejen til Sandur.

## Historie
Bygden er første gang nævnt skriftligt i 1404.Stranden er kendetegnet af at drivtømmer, tang og andet fra havet opsamles i store mængder. Skarvanes var et af de bedste områder for dyrkning af korn, og man havde sin egen kornmølle placeret i Mataráin, åen, hvorfra man hentede vand til madlavning. Møllen er i dag fredet som kulturelt mindesmærke. Den gamle vandmølle med græstag svarer til den samme type som kan ses på Frilandsmuseet i Brede ved Kongens Lyngby og som også stammer fra Sandoy. I løbet af tusind år har vind, og den kraftige dønning eroderet det meste af de lavtliggende kornmarker i Skarvanæs væk. Den stærke brænding gjorde fiskeri vanskeligt. 
Skarvanes har en hellig sten Kyriusteinur som lå i nærheden af et bedehus der blev benyttet indtil 1538. Når de gamle færinger nærmede sig stenen, sagde de gudfrygtigt Kyrie eleison (som betyder "Herre, forbarm dig") på græsk) og kastede bagefter en sten over skulderen. 
Den autodidakte maler Díðrikur á Skarvanesi 1802-1865, er med sine fugletegninger en af Færøernes første kunstnere, er født i Skarvanes. Hans orginaltegninger kan ses på Listasavn Føroya i Tórshavn.

## Turisme
At besøge Skarvanes er som at træde tilbage i tiden. En del af bygdens huse fungerer som feriehuse for dem, der søger ensomhed og forbindelse med naturen.
Fra Skarvanes kan man tage en 15 minutters vandretur til søen Dúniavatn beliggende på fjeldet over bygden. Følg de blå træpæle  fra parkeringspladsen.  
En anden vandretur begynder ved den gamle vandmølle. Tag den høje vej, og snart befinder man sig på vardestien, der skråner opad i sydlig retning. Mod syd er der udsigt til  øerne Skúvoy, Stóra Dímun, Lítla Dímun og Suðuroy. Efter at have vandret  omkring 700 meter, går man op ad en afsats med et ret stejlt fald. Stien skråner let opad i sydlig retning og er godt markeret med stolper og varder. Når man har gået lidt over en kilometer, kommer man op til fjeldet Gjófelli, hvor der er udsigt til brede sletter og søer. Fortsæt op til varden, der hedder Handastavarði. Efter at have  vandret cirka tre kilometer ses Dalur. 

## Galleri
| - Den gamle vandmølle - Skarvanes - Udsigt til Stóra Dímun og Lítla Dímun 1. 2. 3. - www.faroeislands.dk - Didrikur av Skarvanesi.pdf - www.trap-faeroeerne.lex.dk 61°47′35″N 6°44′13″V / 61.79306°N 6.73694°V |                                                       |
| | Wikimedia Commons har medier relateret til: Skarvanes |